# توماس جي. باتن
توماس جي. باتن هو سياسي أمريكي، ولد في 12 سبتمبر 1861 في نيويورك في الولايات المتحدة، وتوفي في 23 فبراير 1939 في هوليوود في الولايات المتحدة. نشط حزبياً في الحزب الديمقراطي. وقد انتخب List of Postmasters of New York City ‏ وانتخب عضو مجلس النواب الأمريكي ‏.